# Forteresse de Charleroi
La forteresse de Charleroi est une ancienne place forte, située sur la Sambre, qui est à l'origine de la ville de Charleroi, en Belgique. Édifiée par les Espagnols en 1666, elle a été agrandie par les Français, partiellement démantelée au XVIIIe siècle, puis reconstruite par le royaume uni des Pays-Bas au début du XIXe siècle comme l'un des éléments de la barrière Wellington, avant d'être démantelée définitivement en 1871.

## Forteresse espagnole

### Contexte historique

Charnoy au début du XVIIe siècle.

Par le traité des Pyrénées de 1659, la frontière entre la France et les Pays-Bas espagnols est modifiée. Plusieurs places-fortes deviennent françaises, laissant entre Mons et Namur un large couloir sans défenses en direction de Bruxelles.
Dès l'année suivante, en 1660, le gouverneur des Pays-Bas espagnols, Luis de Benavides Carrillo, charge trois ingénieurs, H. Jannsens, Salomon Van Es et Jean Boulanger, de prospecter sur le cours de la Sambre, un endroit pouvant convenir à la construction d'une forteresse pour fermer la trouée de l'Oise. Le village de Dampremy est un des rares endroits pouvant convenir. Il se situe sur la Sambre et appartient au comté de Namur et donc aux Pays-Bas et non à la principauté de Liège.
L'affaire traine un peu, mais en 1664, le marquis Francisco de Castel Rodrigo devient gouverneur, et il veut renforcer les défenses militaires. D'autant plus que la menace française se précise. À la mort du roi Philippe IV d'Espagne le 17 septembre 1665, Louis XIV fait valoir les droits de son épouse et fille de Philippe IV, Marie-Thérèse, sur les Pays-Bas : ce sont les prémices de la guerre de Dévolution. Francisco de Castel Rodrigo charge donc Salomon Van Es de dresser les plans d'une forteresse sur la Sambre. Lorsque l'ingénieur remet son projet, ce n'est pas à Dampremy qu'il propose d'installer la forteresse, mais dans le petit village à côté, Charnoy. Situé dans une boucle de la Sambre, dominé par un plateau cerné de trois côtés par des pentes abruptes, l'endroit offre des conditions stratégiques idéales.

### La construction de la forteresse

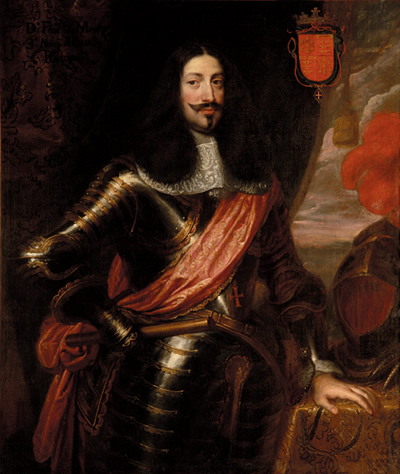
Le marquis de Castel Rodrigo est le fondateur de Charleroi.

Le roi d'Espagne passe une convention avec le seigneur des lieux, la comtesse d'Isenghien et son époux, le prince Lamoral de Gand, par laquelle il achète la seigneurie de Charnoy. Le Charnoy cède la place à Charleroi, nommé ainsi en l'honneur de Charles II, roi d'Espagne et des Pays-Bas.
En juillet 1666, la population de Charnoy est évacuée et tout ce qui peut gêner les travaux est démoli. Les adjudications des travaux sont terminées le 10 août et les tâches réparties entre 14 entrepreneurs. La gestion des finances est confiée à Pontian d'Harscamp, receveur général de Namur, et à son père Vincent. Les arbres et haies sont abattus pendant la seconde moitié du mois d'août. 

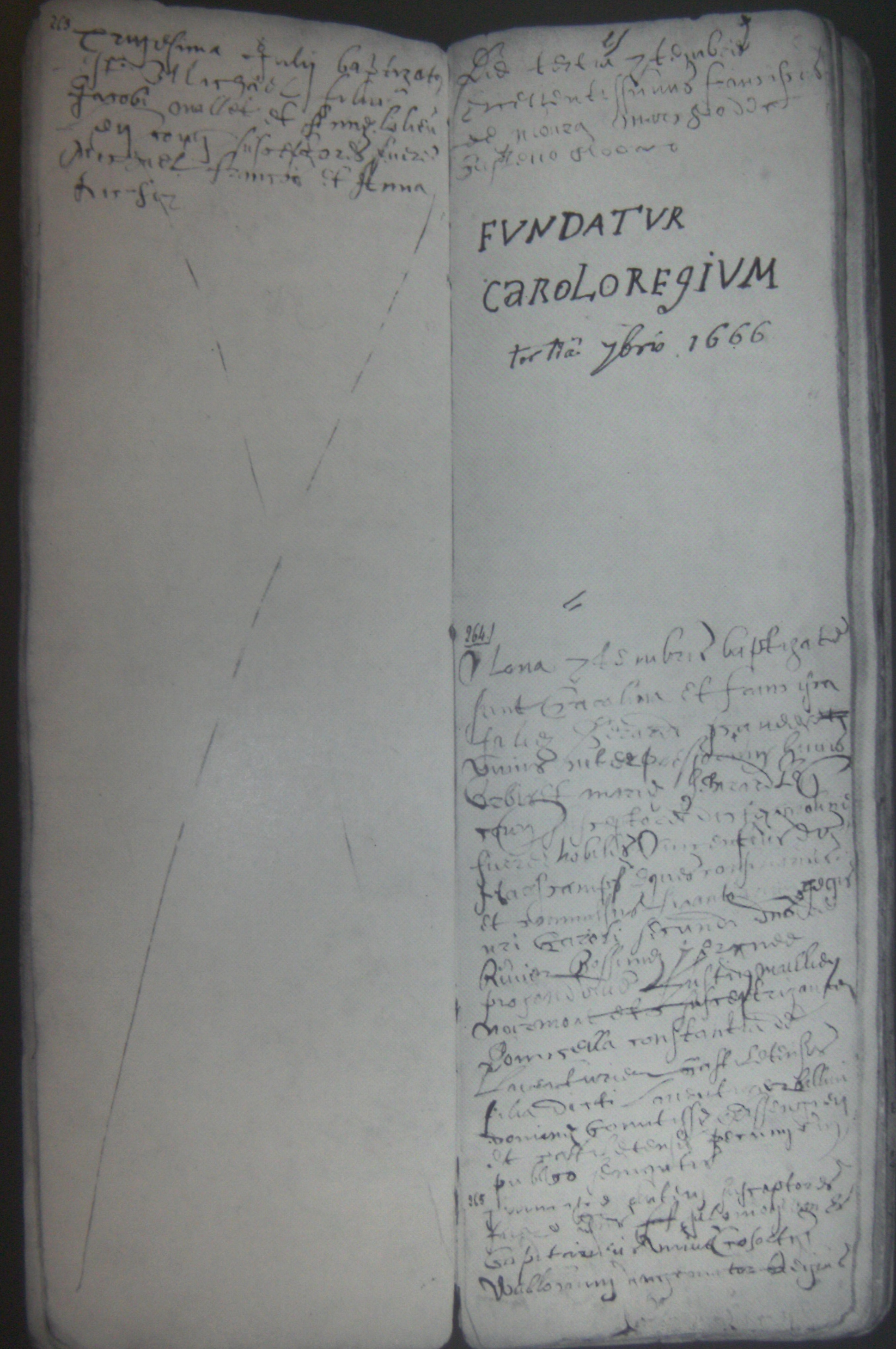
Registre des baptêmes de la paroisse du Charnoy à la date du 3 septembre 1666.

Le 3 septembre, Castel Rodrigo arrive de Mariemont. Le chronogramme latin "FVNDATVR CAROLOREGIVM" est inscrit dans le registre des baptêmes de la paroisse du Charnoy à la date du 3 septembre 1666, c'est-à-dire le jour de l'ouverture des travaux de la forteresse et probable pose de la première pierre.
Le gouverneur général installe trois régiments d'infanterie dans la vallée du ruisseau de Lodelinsart, une unité de cavalerie à Fleurus et une compagnie de gardes dans les villages voisins. Il fait aussi venir des munitions et 27 pièces d'artillerie. Lui-même s'installe à Dampremy le 15 septembre. Dès lors, les travaux s'accélèrent.
Plus de 900 ouvriers répartis en 14 équipes de 30 à 130 personnes sont engagés de gré ou de force. Pour hâter la construction, toute la circulation du comté est paralysée. Les eaux des affluents et des étangs sont lâchées pour grossir la Sambre qui sert à l'acheminement de pierre de taille depuis Dinant et Namur. Les abbayes doivent laisser le passage dans leurs eaux. L'abbaye de Soleilmont reçoit l'ordre d'accommoder le chemin royal de Fleurus. La région de Fleurus fournit la chaux jusqu'à la construction de chaufours à Charleroi même.
Au début de 1667 se dresse une enceinte hexagonale munie de six bastions et des murailles hautes d'une dizaine de mètres. Il y a quatre demi-lunes. L'intérieur de la place n'a aucun aménagement excepté un puits et quelques maisons de terre. Vers mars ou avril, l'église du village de Charnoy, toujours debout, est rasée et le vallon de Lodelinsart est coupé et mis sous eau.
Le 7 avril, commence la construction des contrescarpes et des palissades. Le 2 mai commence la construction d'un ouvrage à corne vers le sud-ouest, mais cet ouvrage ne sera pas achevé.

### Coût de la construction
Les comptes de l'époque indiquent que l'édification de la forteresse a coûté 551 900 livres de 40 gros, soit 28 % de la recette générale des finances des Pays-Bas à cette période. L'édification de Charleroi est la dépense majeure soutenue en 1666 et 1667 par les finances du pays. Maurice-Aurélien Arnould écrit que « jamais tant de dépense n'avait servi tant d'inutilité. ».

### L'abandon
Dès le début de la construction, informé par des espions, Louis XIV décide de prendre Charleroi. De leur côté, les Espagnols sont également informés. En mars 1667, la reine régente apprend l'intention imminente du roi de France d'envahir ses terres. Le 8 mai, Louis XIV communique son intention de prendre son héritage par les armes et ce, dès la fin du mois.
Devant la menace, étant donné que la forteresse inachevée ne pouvait assurer une défense sérieuse, Castel Rodrigo envisage d'abandonner et même de démolir la forteresse. Détruire et abandonner Charleroi présentait deux avantages. Les forces militaires nécessaires à la protection de Bruxelles étaient libérées. Les Français perdraient une quinzaine de jours à renforcer la forteresse.
Le matériel est évacué vers Namur. La plupart des troupes gagnent Bruxelles. Des mineurs sapent les fortifications. Salomon Van Es quitte la place le 25 mai. Les derniers soldats espagnols quittent les lieux le 27 mai 1667 sans achever la démolition.

### Le siège
Le 10 mai 1667, Turenne prend le commandement d'une armée de 50 000 hommes en Picardie. Le 20, le roi rejoint ses troupes et le 21, l'armée entre en campagne et envahit les Pays-Bas. Elle arrive devant Charleroi le 31 et y découvre un paysage désolé dont elle prend possession sans coup férir. La prise est cependant importante car Charleroi constitue une tête de pont sur la rive gauche de la Sambre en direction du Brabant.

## Forteresse française

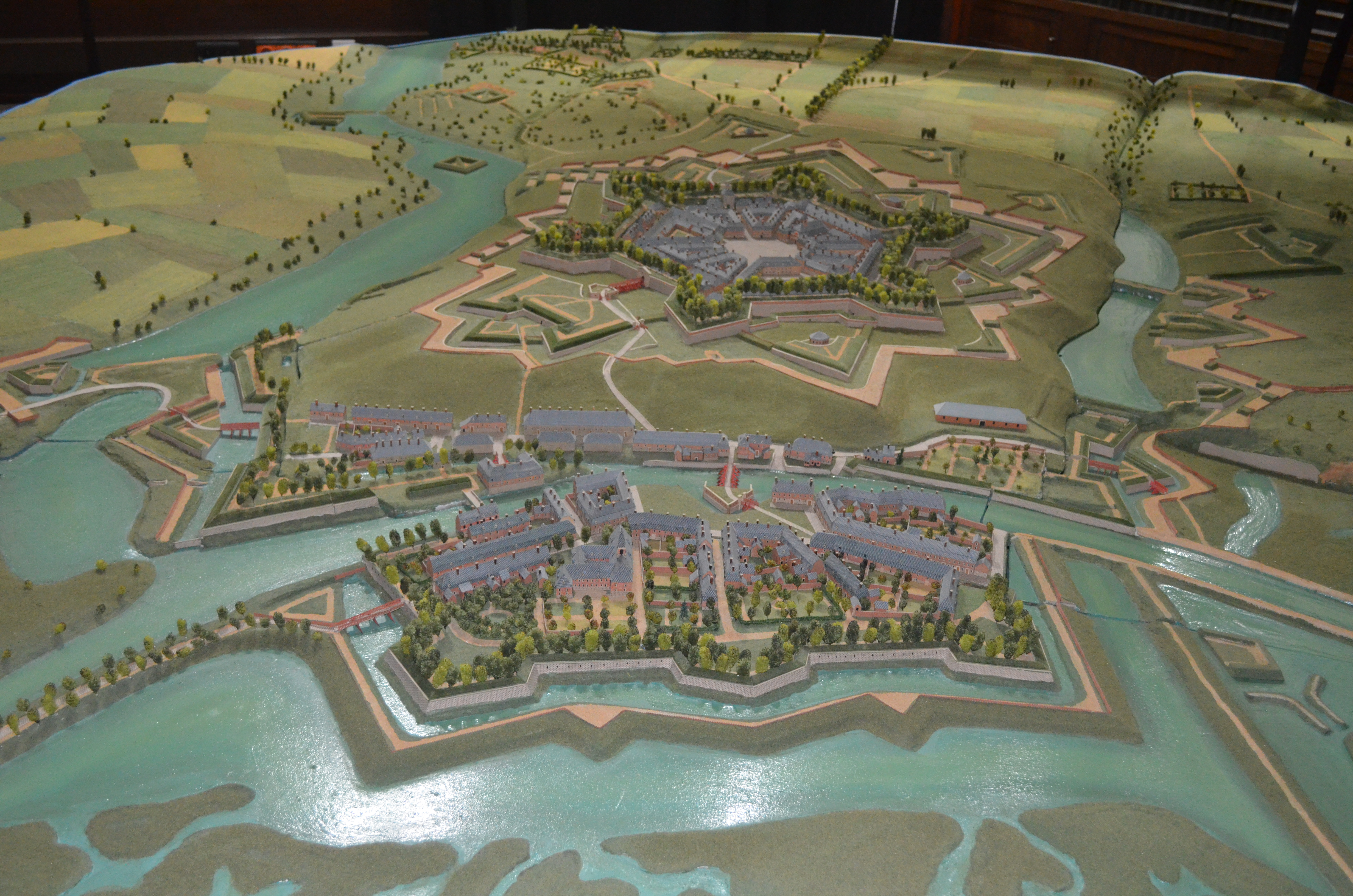
Copie du plan-relief de 1696 exposé dans l'Hôtel de ville de Charleroi. C'est la plus vaste extension de la fortesse sous l'Ancien Régime.

Le 2 juin, Louis XIV entre dans Charleroi et en ordonne la reconstruction. Les ouvrages d'art sont alors parfaits et agrandis par Thomas de Choisy, Vauban donnant quelques indications pour les demi-lunes au nord et à la ville basse. Par la paix d'Aix-la-Chapelle, Charleroi est attribuée à la France et Louis XIV accorde des privilèges aux habitants de la nouvelle ville en vue de la développer.
La ville est assiégée à plusieurs reprises avant d'être concédée à l'Espagne par le traité de Nimègue de 1678. En 1692, la ville est bombardée par les armées françaises, puis l'année suivante, elle est prise par Vauban, sous le regard de Louis XIV qui en reprend le contrôle. Ce dernier ne se résout en effet pas à perdre la place qui verrouille Sambre et Meuse et représente un poste avancé vers Bruxelles.
Prise et reprise, elle passe aux Espagnols au Traité de Ryswick (1697), retourne à la France, est occupée par les Hollandais à la suite des traités d'Utrecht en 1713 puis cédée à l'Autriche par le traité de Baden (1714). Elle est reprise par le prince de Conti en 1746. Finalement elle est rendue à l'Autriche en 1748, à la condition que les forteresses soient démantelées.
En décembre 1790 commence la révolution brabançonne et Charleroi connaît une nouvelle période de troubles : les Autrichiens occupent la ville le 25 décembre; ils cèdent la place aux vainqueurs français de Jemappes le 8 novembre 1792 (les Français l'occupent le 12 novembre 1792) avant de la reprendre le 28 mars 1794 (les Français l'ayant abandonnée le 25 mars 1793 après la défaite de Neerwinden.
En 1794, le général Charbonnier met le siège devant la ville mais est repoussé. C'est Jourdan qui parvient à prendre la place après six jours d'un bombardement intensif. C'est pendant la prise de Charleroi et la bataille de Fleurus qu'on eut recours pour la première fois à l'observation aérienne, depuis Jumet (lieu-dit Belle-Vue), d'un champ de bataille depuis un aérostat.
Peu avant la bataille de Waterloo de 1815, les Carolorégiens très francophiles accueillent avec enthousiasme les troupes françaises qui récupèrent la cité jusque-là aux mains des « Hollandais ». Mais Napoléon essuie une défaite plus au nord, à la célèbre bataille de Waterloo, le 18 juin 1815. Quarante-huit heures plus tard, Charleroi recueille les débris de la Grande Armée ; le 19 juin à 5 heures, Napoléon lui-même est dans la ville avant de continuer vers Paris.

## Forteresse néerlandaise
Charleroi, après cette brève parenthèse française, passe au royaume uni des Pays-Bas. Pour se protéger de la France, la ville se verra dans l'obligation de construire de nouveaux murs qui la tiendront dans un étroit carcan pendant cinquante ans. 
Dans le cadre du projet de la barrière Wellington, la forteresse de Charleroi est rénovée et rebâtie. Les travaux débutent le 3 septembre 1816 par la pose par le général Krayenhoff, inspecteur général aux fortifications, de la première pierre de la Porte de Waterloo, principale porte des fortifications de la Ville-Haute de Charleroi. Cette date du 3 septembre fut choisie à dessein pour fêter le cent-cinquantième anniversaire de l'inauguration des travaux de la forteresse espagnole.

## Période belge

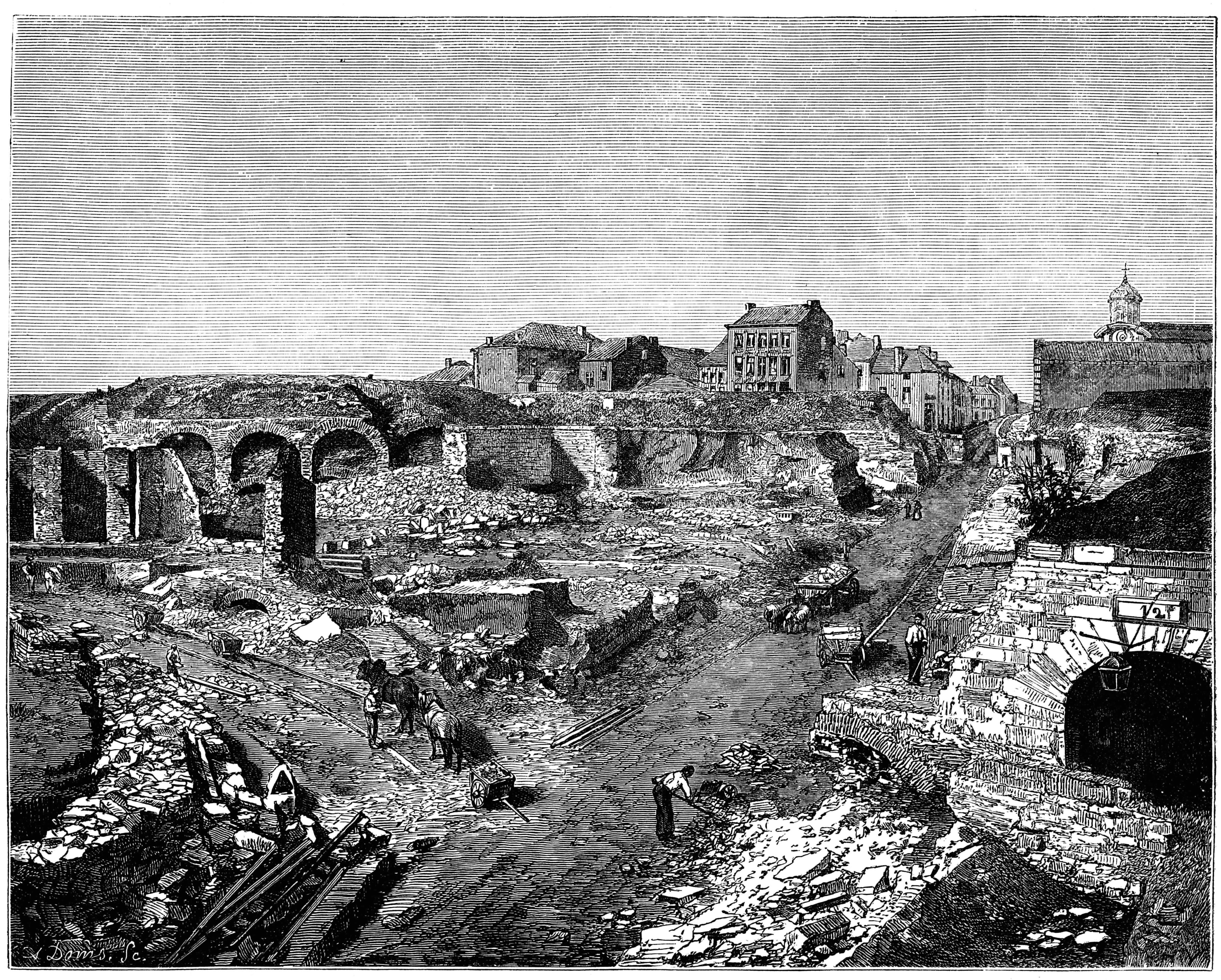
Démolition des remparts.

Lors de la révolution belge de 1830, la forteresse de Charleroy, selon l'orthographe de l'époque, abrite une garnison d'infanterie des forces armées du royaume uni des Pays-Bas. Dès les premiers jours de l'insurrection de 1830 dans les Pays-Bas méridionaux, les carolorégiens se joignent au mouvement : le 5 septembre, le bourgmestre de Jumet, Auguste Frison, traverse Charleroi avec un drapeau brabançon à la main, sous les yeux de la garnison. Le lieutenant « belge » du 2e régiment d'infanterie, Louis-Augustin Château, prend alors le commandement d'une première compagnie de volontaires issus de Charleroi et de Marcinelle et occupe les ouvrages avancés des fortifications. Le 6 septembre, l'armée abandonne la ville basse et est renforcée par un bataillon d'infanterie dès le 15 septembre afin de contenir les troubles. En conséquence de quoi, les frères Fivé (Gustave, sous-lieutenant au 1er régiment de lanciers et Léopold, lieutenant au 1er régiment de chasseurs à cheval) s'en vont recruter des volontaires dans les communes voisines de Châtelet, Châtelineau, Gilly et Montigny-sur-Sambre afin de renforcer l'effectif des partisans. Parmi eux se trouve aussi des bourgeois de la ville, réunis dans un poste sous le commandement de Louis Pouillon. Une autre colonne de renforts arrive également de Marbais, sous le commandement du notaire Philippe Ville, qui vient prendre position devant les portes de la ville, ayant entendu que la garnison allait effectuer une sortie et attaquer les Belges.
Avec le début de la guerre belgo-néerlandaise lors des Journées de Septembre, les carolorégiens fondent le corps franc de Charleroi qui va combattre lors des Quatre Jours de Bruxelles aux côtés des autres volontaires de la révolution belge de 1830. Parmi eux se trouvent 600 hommes venus de tout l'arrondissement de Charleroi avec, à leur tête, Léopold de Dorlodot, Toussaint Fafchamps ou encore François Rucloux. Tandis que certains poursuivent la lutte lors des campagnes d'Anvers et du Limbourg, d'autres reviennent après la victoire du parc de Bruxelles le 27 septembre 1830. Les places fortes de l'armée tombent les unes après les autres aux mains des Belges, comme c'est le cas de la forteresse de Mons dès le 29 septembre et de la citadelle de Philippeville le lendemain. Celle de Charleroi tombe le 5 octobre, le même jour que la citadelle de Namur, après des négociations menées, entre autres, par l'écrivain Adolphe Mathieu.
Après la révolution de 1830, l'activité économique se développe grâce à l'essor des industries anciennes et à l'installation de nouvelles productions ainsi qu'au développement des voies et moyens de communication. Bien que l'ouvrage ait échappé à destruction lors de la convention des forteresses de 1831, la ville devenant trop étroite, la démolition des remparts est décidée en 1867 ; elle s'achèvera en 1871.

## Vestiges

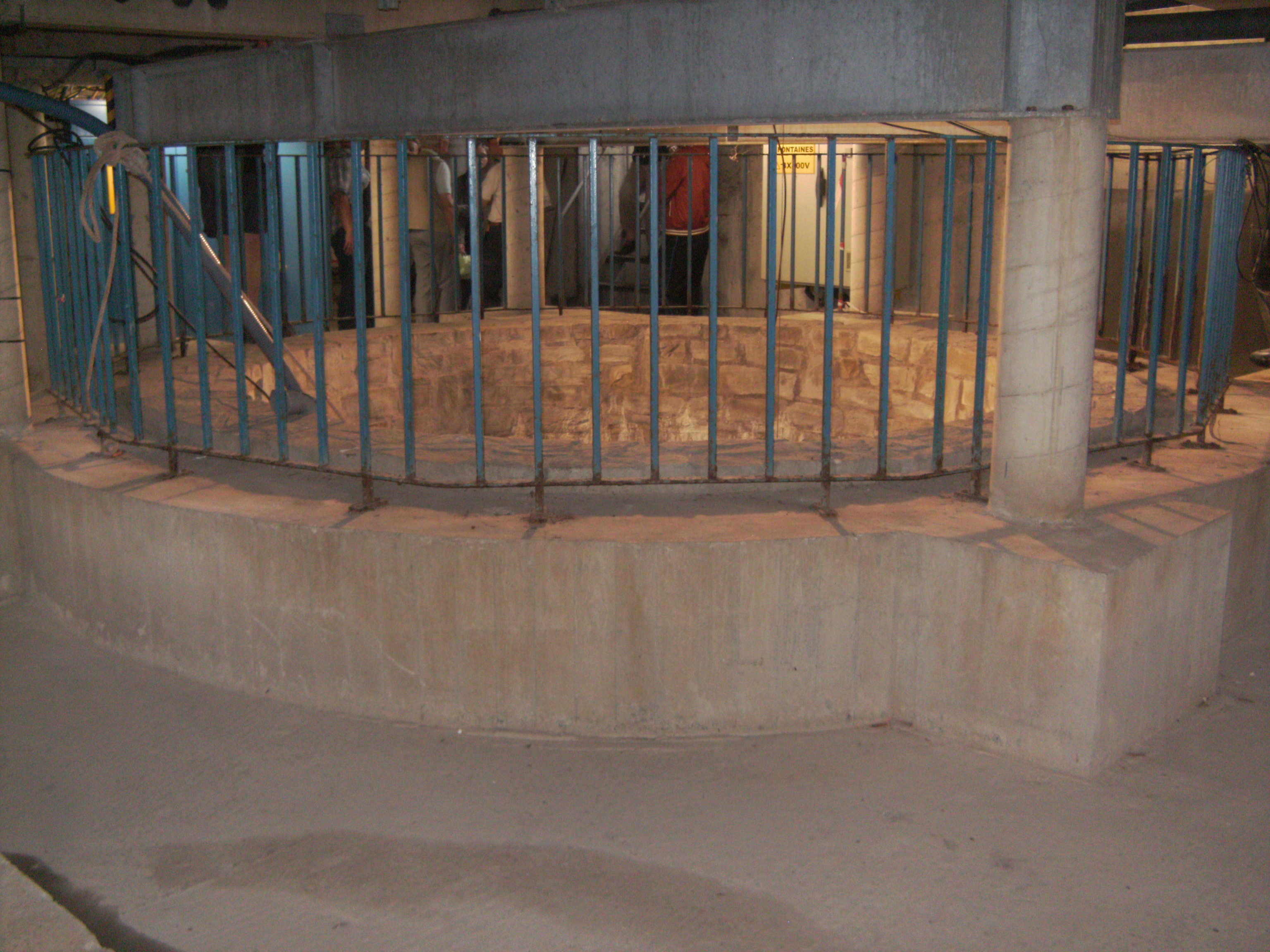
Puits situé actuellement dans la salle technique sous la fontaine construite dans les années 1990[15].

Le principal puits de la forteresse est conservé sous la fontaine de la place Charles II. Cet ouvrage d'une quarantaine de mètres de profondeur permettait de subvenir aux besoins en eau des défenseurs de la cité. Une copie d'un plan-relief d'une largeur de quatre mètres réalisé à la fin du XVIIe siècle est conservée à l'hôtel de ville de Charleroi.

### Mise au jour de la forteresse française

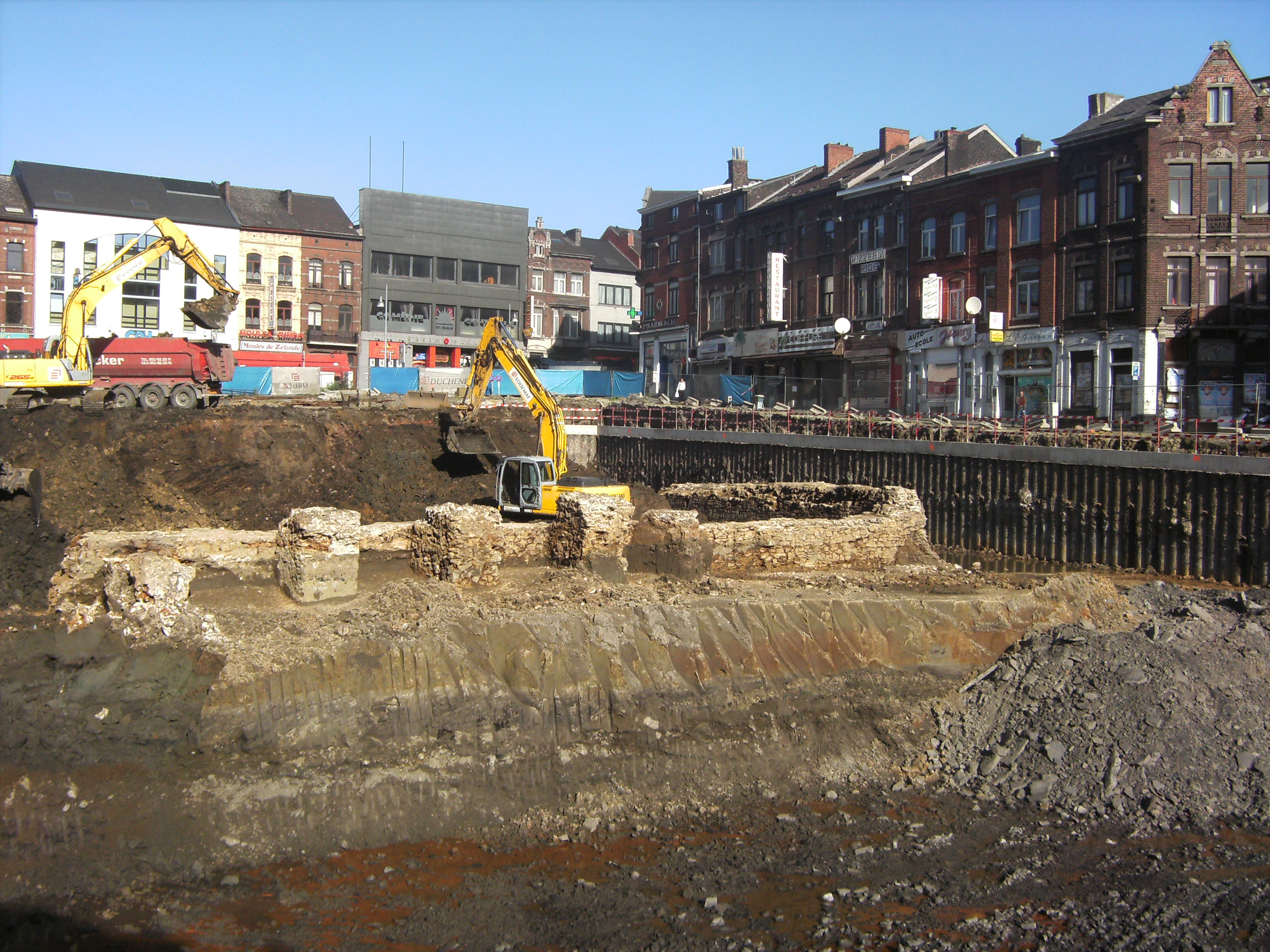
Vue depuis l'est : mur de courtine avec des contreforts qui s'appuyait sur une levée de terre vers l'intérieur de la ville[16].
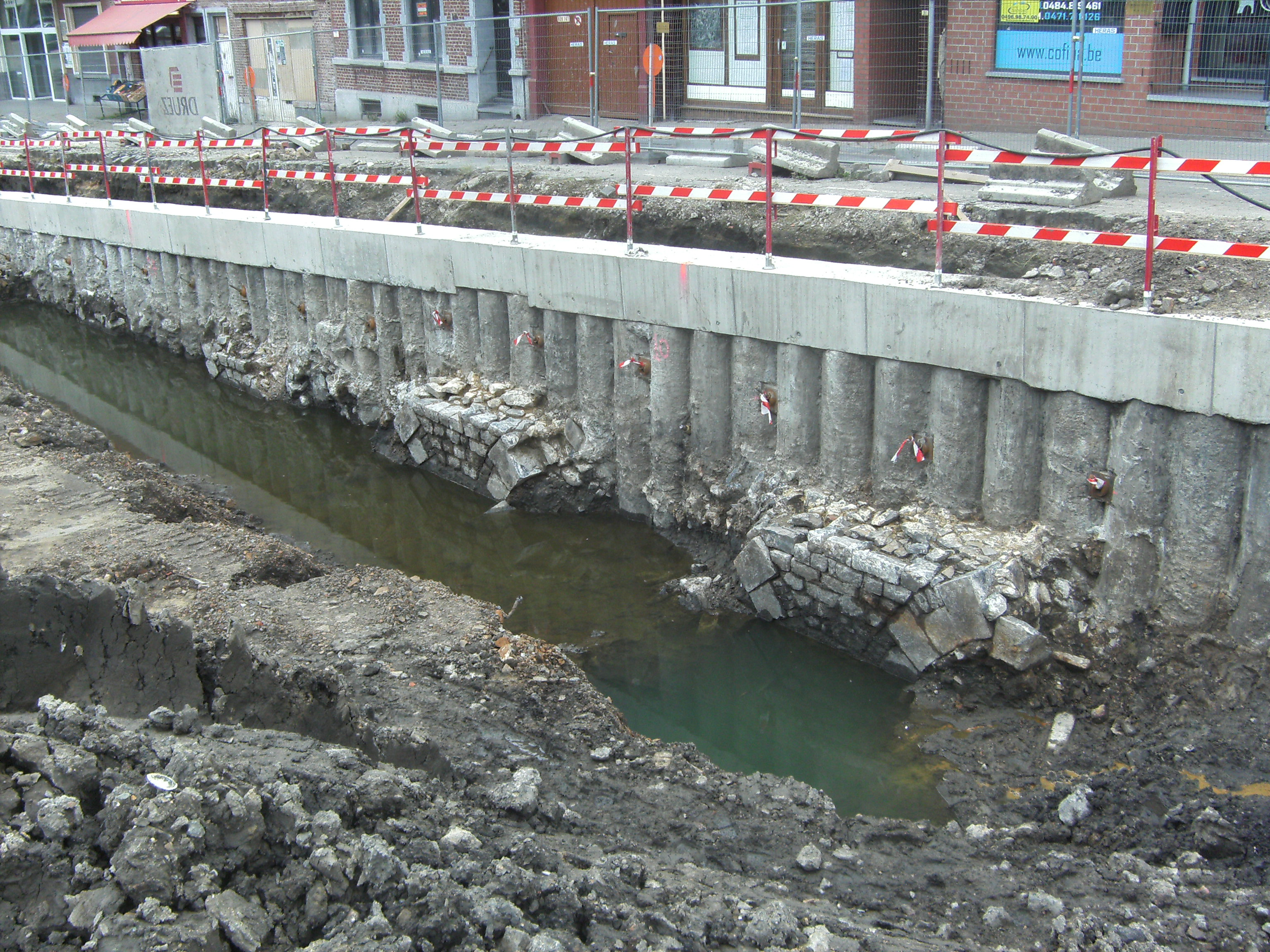
Vestige des piles du pont enjambant le fossé[16].
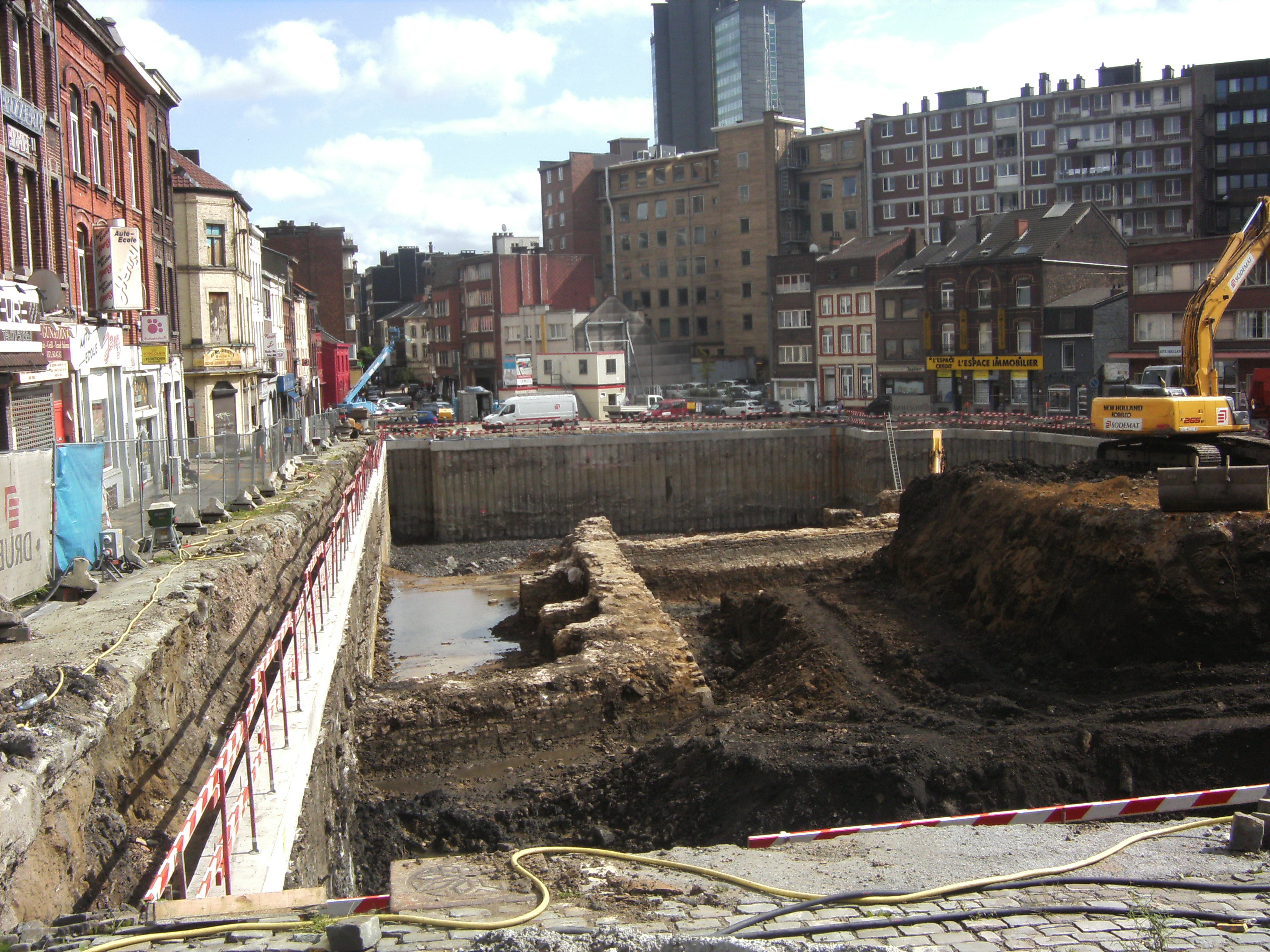
Mur de courtine, vu depuis l'ouest, l'extérieur de la ville.
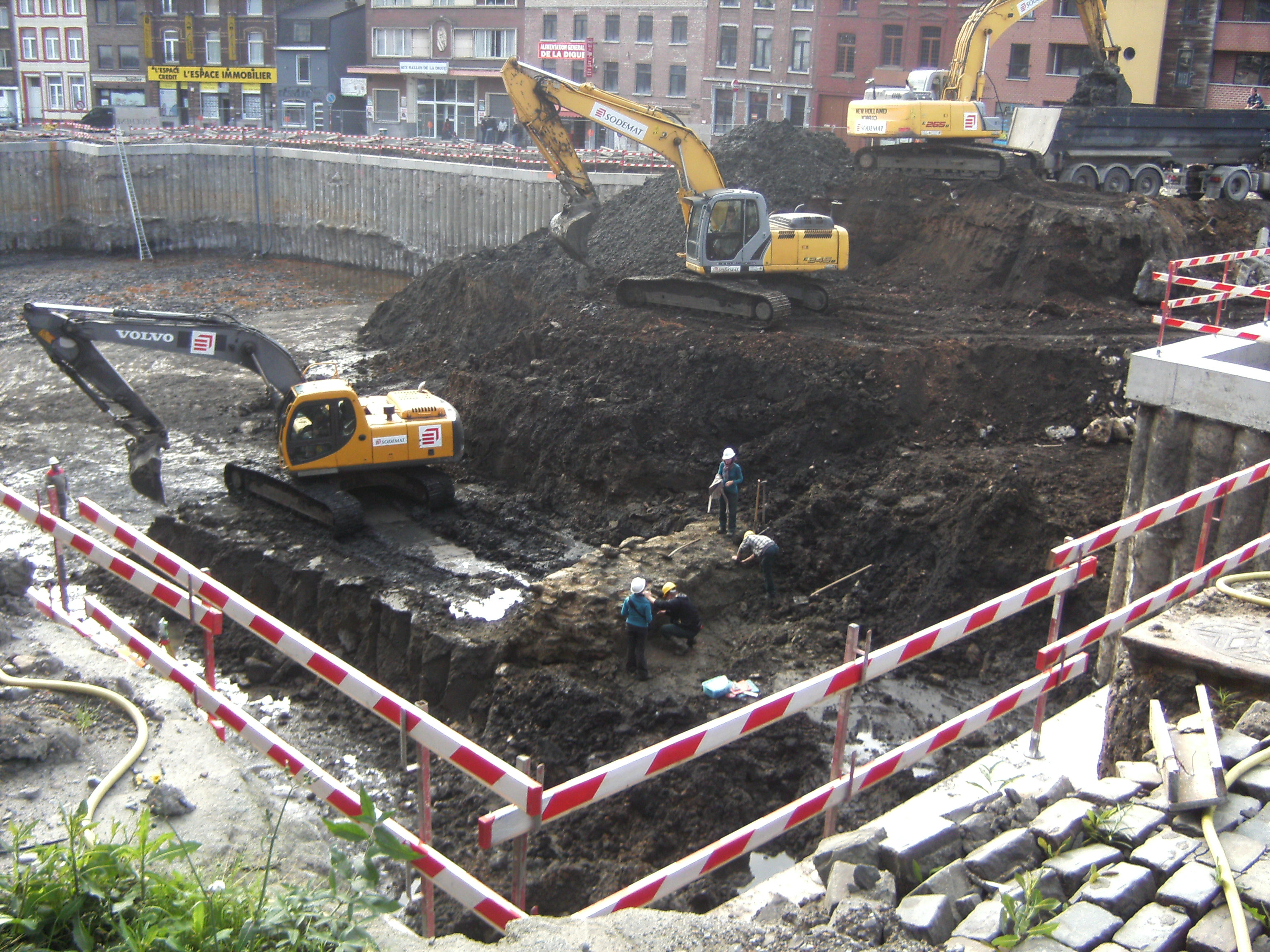
Dégagement de la contrescarpe par les archéologues au milieu des engins de chantier[16].
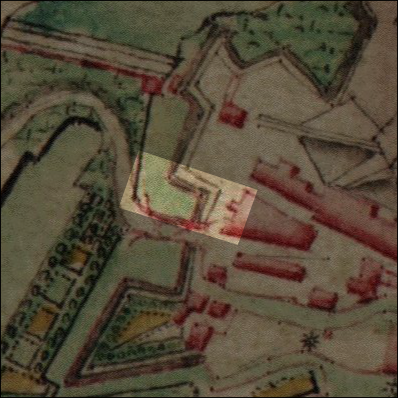
Emplacement approximatif de l'excavation sur la carte de Ferraris.

Durant les travaux d'aménagement de la place de la Digue en 2011, des vestiges appartenant à la forteresse de Vauban sont mis au jour.
L'élément principal est un tronçon de mur de courtine formant tenaille qui traverse l'excavation du nord au sud sur une longueur totale de 73 m. Il est construit en moellons liés au mortier de chaux. Il est pourvu d'une dizaine de contreforts et s'appuyait sur une levée de terre à l'intérieur de la ville. L'extérieur est habillé d'un parement soigné en grès. C'est la section de l'enceinte française la plus longue observée à ce jour.
Une section du mur de la contrescarpe, parallèle à la courtine, indique la face arrière de la demi-lune dite de Dampremy qui protégeait initialement la porte du même nom.
Entre les deux, se trouvait un fossé noyé enjambé par un pont. Les cinq piles du pont, partiellement conservées, sont réalisées en gros moellons soigneusement appareillés.
L'urgence des travaux subsidiés par des fonds européens n'a pas permis la conservation des vestiges. Cependant, des clous métalliques marquent au sol le tracé de la courtine.

### Vestige de la forteresse néerlandaise

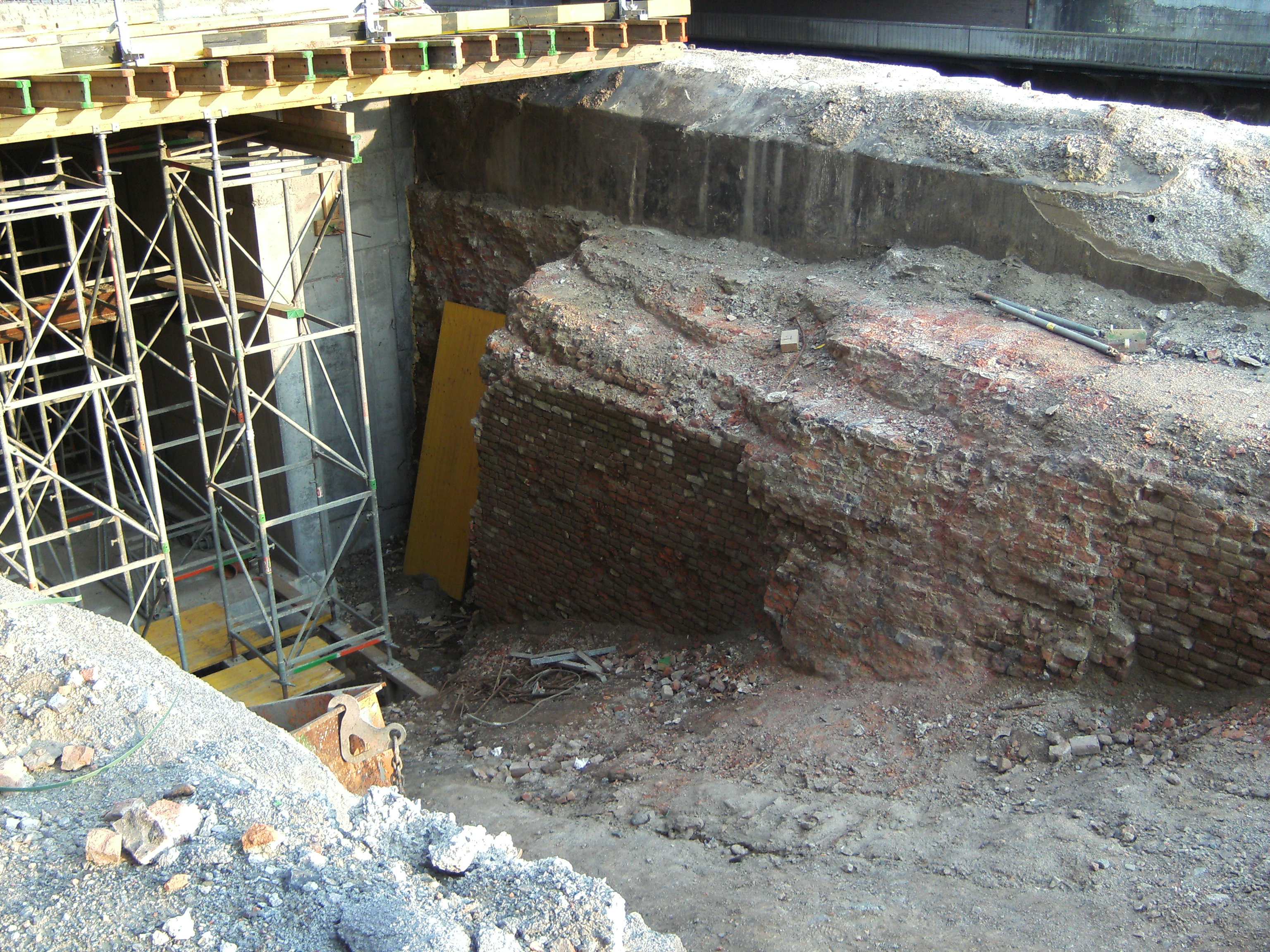
Portion du mur sud du bastion d'Amsterdam au quai de Brabant[20].
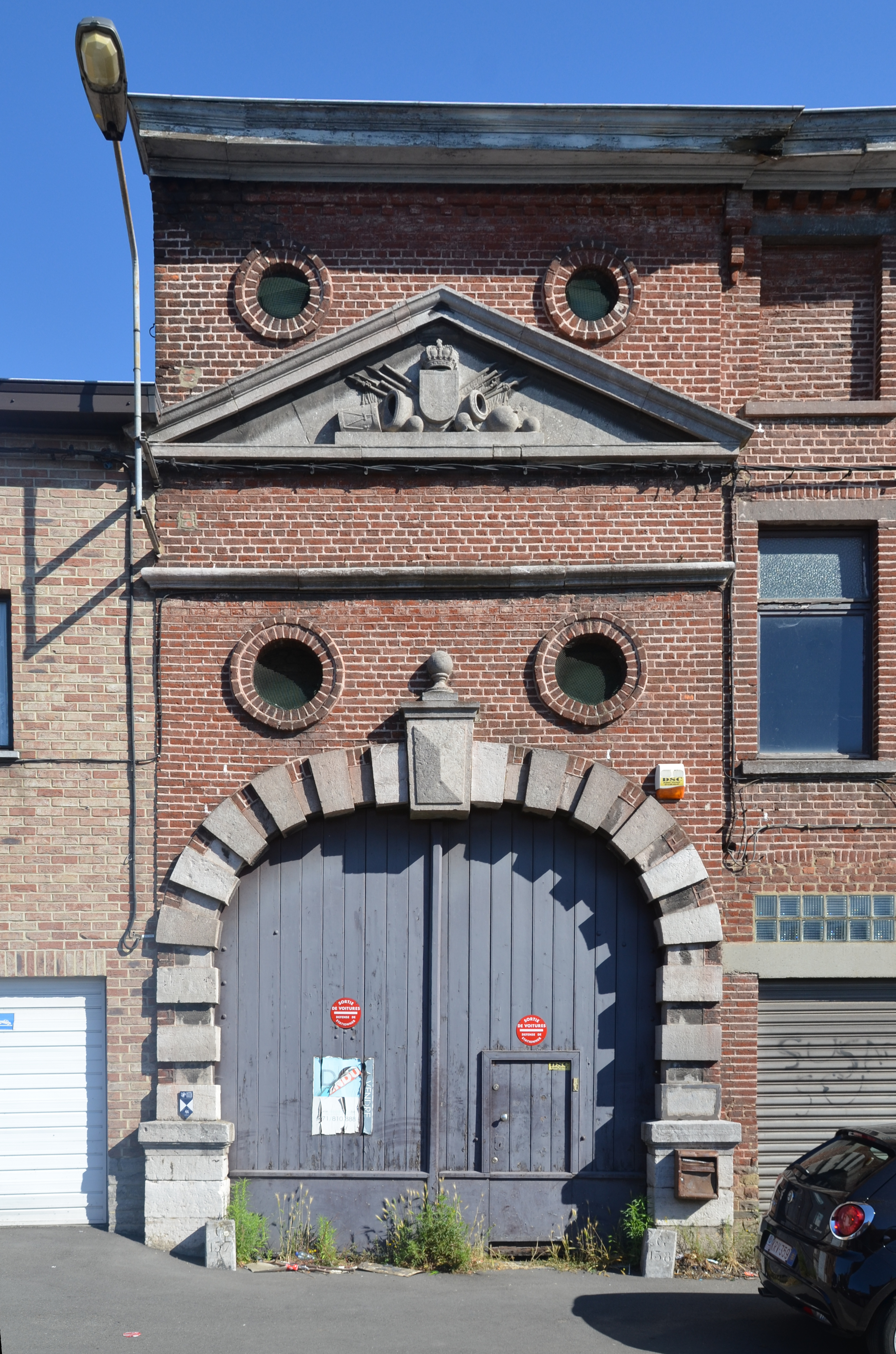
Vestiges classés de l'ancienne Porte de Waterloo, déplacés à Montignies-sur-Sambre[21].
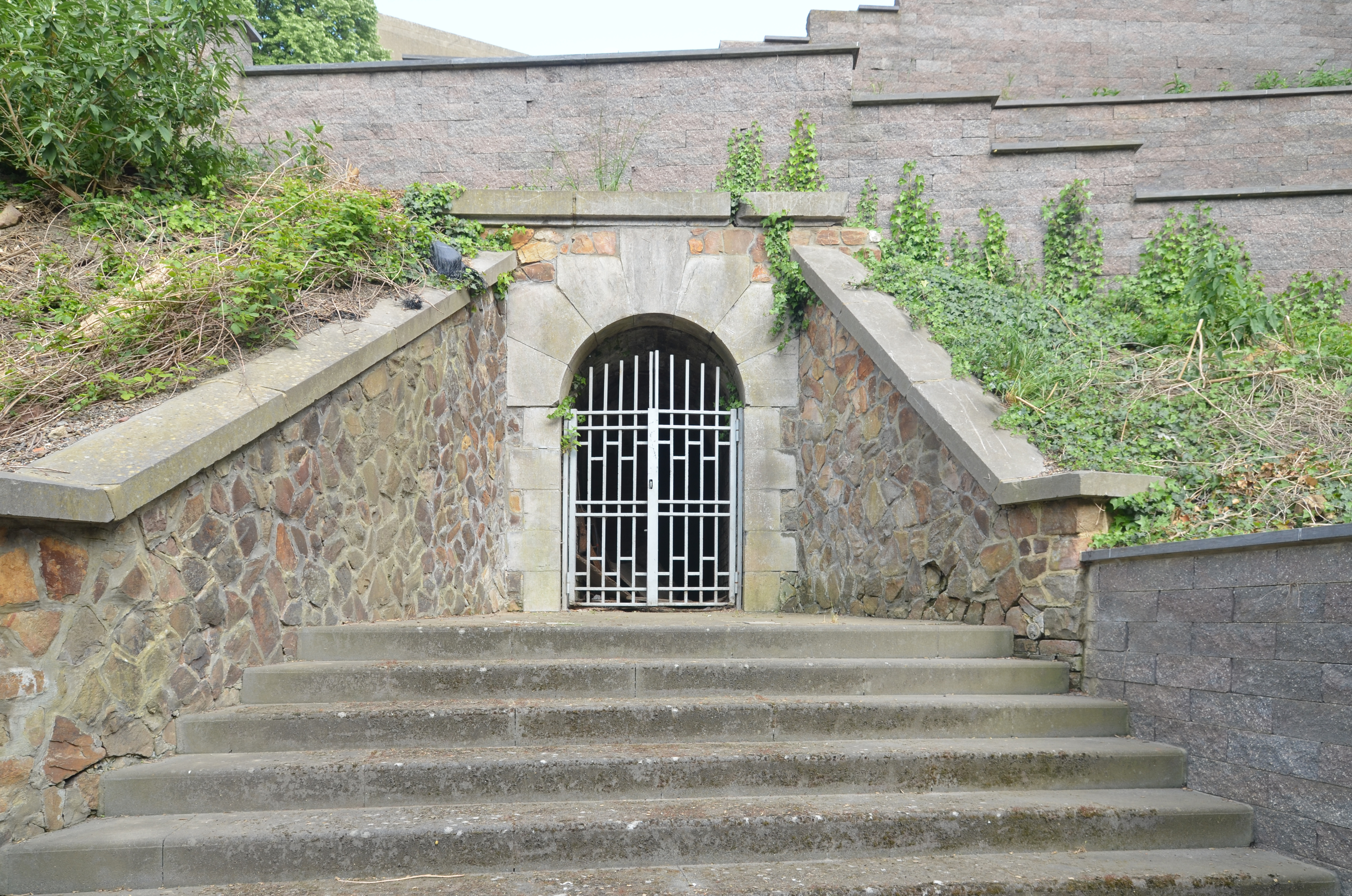
Entrée d'un souterrain datant de la forteresse hollandaise. Charleroi, rue du Mambourg, à proximité de l'ancienne piscine de la Broucheterre[22].
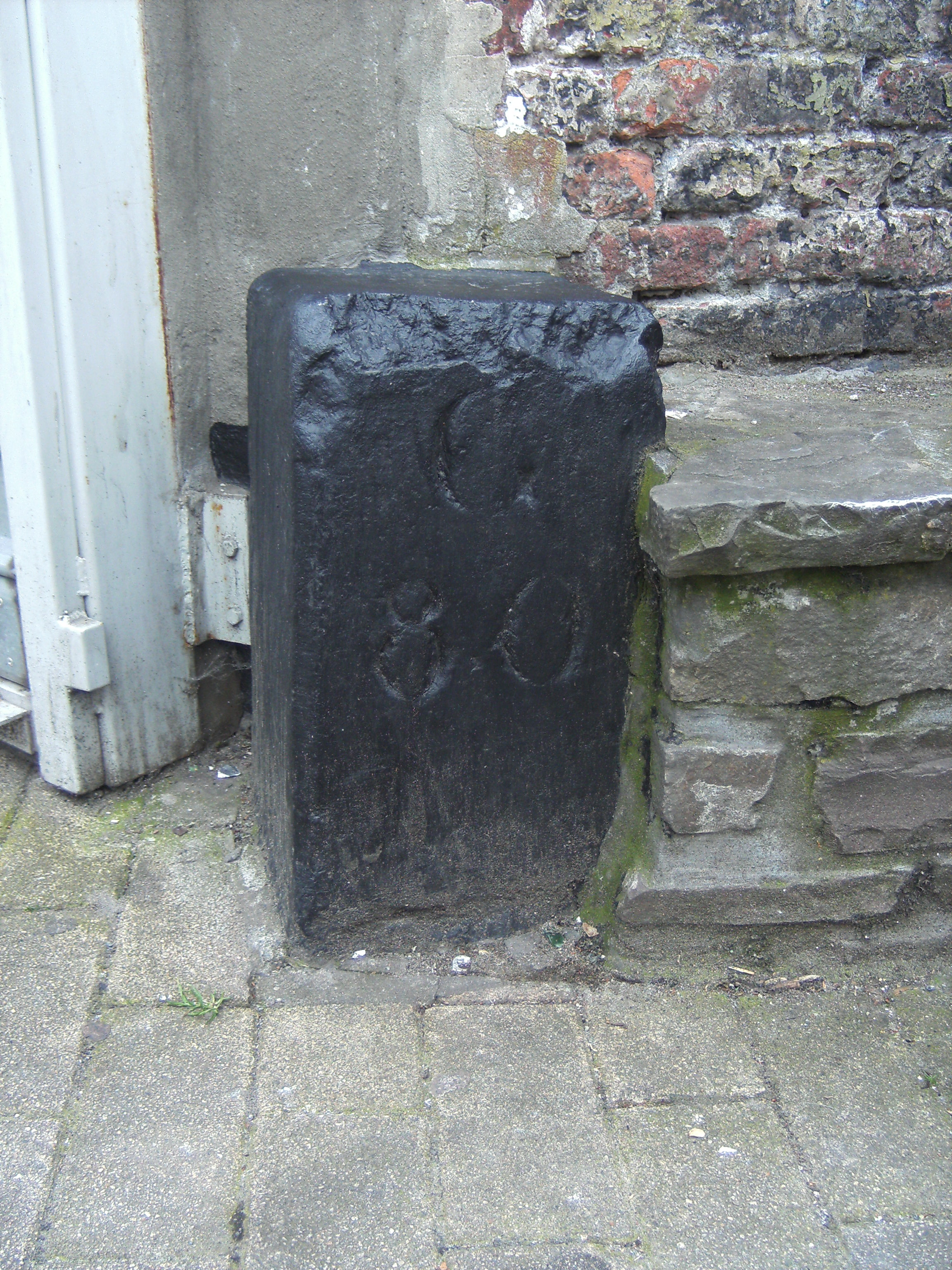
Borne en pierre située à l'angle de la rue des Gardes et de la rue de France[21].
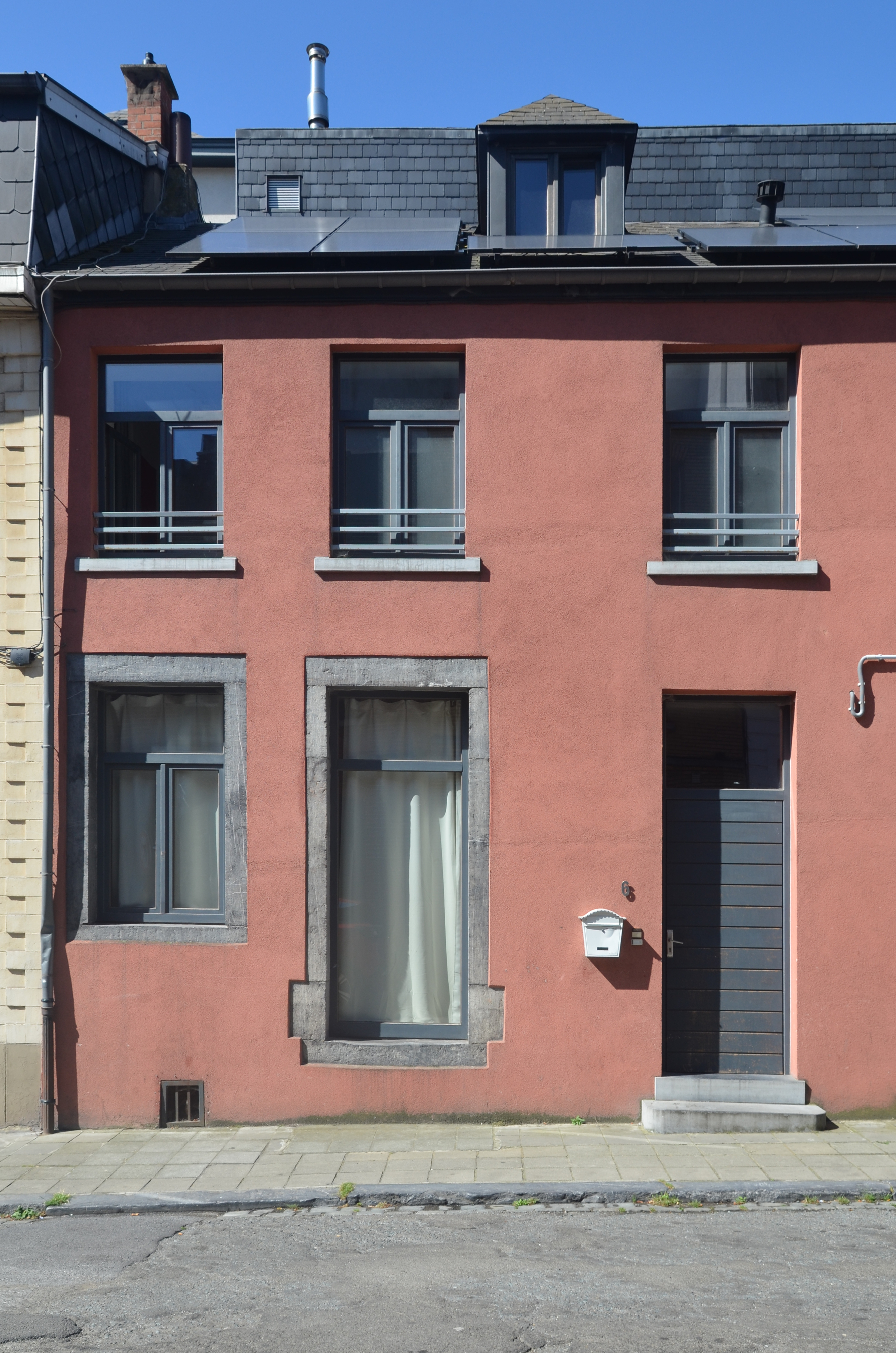
Rue de Gardes 6. Maison frappée d’une servitude militaire a deux portes, l’une donnait accès à un escalier conduisant directement à l’étage où se trouvait la chambre destinée à un militaire[21].